# Hermux Tantamoq
Hermux Tantamoq est le personnage principal de plusieurs romans pour la jeunesse de Michael Hoeye.
Hermux Tantamoq est une souris qui vit seule; horloger de son état il mène une vie paisible dans la petite ville de Pinchester, entre son atelier et son petit appartement où il partage chaque soir ses repas avec Terfèle, sa coccinelle apprivoisée.

## Les Livres de la série
- Le temps ne s'arrête pas pour les souris  - Septembre 2002 -  (ISBN 2226129723)
- Les sables du temps  - Mars 2003 -  (ISBN 2226140212)
- Les souris mènent la danse  - Septembre 2004 -  (ISBN 2226140751)
- L'élixir de rose  - 2009 -  (ISBN 978-2-226-18951-6)

## Personnages principaux
Hermux Tantamoq: Horloger de son état, détective par amour pour Linka. Une souris gentleman. C'est le personnage principal. Il adore les beignets.
Linka Perflinker : Aventurière, aviatrice et casse-cou. Elle est dynamique, organisée et n'a pas peur de prendre des risques. 
Terfèle: Coccinelle de compagnie de Hermux, artiste magicienne et dessinatrice (Lire T3). Hermux lui raconte chaque soir sa journée.
Tucka Mertslinn: Souris cupide, excentrique et prétentieuse. Elle dirige une industrie de produit de beauté à ses initiales TM.
Nip Stetchley: Ami d'Hermux et son associé. Une souris rousse qui aime les beignets comme Hermux. Il a créé plusieurs entreprises qui n'ont pas marché.
Mirinn : peintre, amie fidèle de Tantamoq. Elle lui apprend à regarder le monde autrement et lui, la sauvera de sa cécité qui durait depuis 3 ans et l'empêchait de peindre.